# طارق بو عبطة
طارق بو عبطة (ولد في 21 يوليو 1991 في الدار البيضاء، الجزائر) لاعب كرة قدم جزائري يجيد اللعب في مركز قلب الدفاع. يلعب حاليا لصالح الخالدية في الدوري البحريني الممتاز منذ 2023.

## المسيرة الرياضية

### الأندية
في 1 يوليو 2012 انتقل بو عبطة من فريق الشباب بنادي اتحاد الحراش إلى فريق الشباب بنادي شبيبة بجاية.
في 1 يوليو 2013 تم تصعيد بو عبطة إلى الفريق الأول بنادي شبيبة بجاية. في موسمه الأول 2013-2014 وفي بطولة الرابطة المحترفة الأولى ساهم في احتلال فريقه المركز الرابع عشر بفارق 4 نقاط عن منطقة الأمان وبالتالي الهبوط إلى الرابطة المحترفة الثانية. وفي بطولة كأس الجزائر ساهم في وصول فريقه إلى الدور 16 حينها خسر من مولودية وهران 1-2.
في موسمه الثاني والأخير 2014-2015 وفي بطولة الرابطة المحترفة الثانية ساهم في احتلال فريقه المركز العاشر بفارق 5 نقاط عن منطقة الهبوط. وفي بطولة كأس الجزائر ساهم في وصول فريقه إلى الدور 16 حينها خسر من أولمبي الشلف بركلات الترجيح.
في 1 يوليو 2015 انتقل بو عبطة من شبيبة بجاية إلى بارادو الجزائري (الرابطة المحترفة الثانية) في صفقة انتقال حر. في موسمه الأول 2015-2016 وفي بطولة الرابطة المحترفة الثانية ساهم في احتلال فريقه المركز الرابع بفارق 3 نقاط عن صاحب المركز الثالث اتحاد بلعباس المؤهل للصعود. وفي بطولة كأس الجزائر ساهم في وصول فريقه إلى الدور الربع النهائي حينها خسر من نصر حسين داي 0-2.
في موسمه الثاني 2016-2017 وفي بطولة الرابطة المحترفة الثانية ساهم في تتويج فريقه بالبطولة بعدما تصدر الترتيب بفارق 11 نقطة عن وصيفه اتحاد البليدة وبالتالي صعد إلى الرابطة المحترفة الثانية وليحقق بو عبطة أولى بطولاته مع الأندية. وفي بطولة كأس الجزائر ساهم في وصول فريقه إلى الدور 16 حينها خسر من نصر حسين داي بركلات الترجيح.
في موسمه الثالث 2017-2018 وفي بطولة الرابطة المحترفة الأولى ساهم في احتلال فريقه المركز السابع بفارق 7 نقاط عن صاحب المركز الثالث نصر حسين داي المؤهل للبطولات القارية. وفي بطولة كأس الجزائر ساهم في وصول فريقه إلى الدور 16 حينها خسر من مولودية البيض بركلات الترجيح.
في موسمه الرابع 2018-2019 وفي بطولة الرابطة المحترفة الأولى ساهم في احتلال فريقه المركز الثالث بفارق 5 نقاط عن البطل اتحاد الجزائر وبالتالي تأهل للمشاركة في كأس الكونفيدرالية الإفريقية في الموسم التالي. وفي بطولة كأس الجزائر ساهم في وصول فريقه إلى الدور الربع النهائي حينها خسر من شبيبة بجاية بأفضلية الأهداف خارج الأرض بيعد التعادل 1-1 في مجموع المباراتين.
في موسمه الخامس 2019-2020 وفي بطولة الرابطة المحترفة الأولى ساهم في احتلال فريقه المركز العاشر بعد مرور 20 جولة. في 15 مارس 2020 قررت رابطة كرة القدم المحترفة وقف الموسم بسبب انتشار جائحة فيروس كورونا في الجزائر. في 29 يوليو 2020 أعلنت رابطة كرة القدم المحترفة أن الموسم قد انتهى وأن شباب بلوزداد سيكون البطل وصعود أربعة فرق من الرابطة المحترفة الثانية وإلغاء الهبوط للموسم الحالي. وفي بطولة كأس الجزائر ساهم في وصول فريقه إلى الدور الربع النهائي وتغلب على جمعية وهران 4-1 في مباراة الذهاب ثم تم إيقاف البطولة في مارس 2020 بسبب انتشار جائحة كورونا في الجزائر. وفي بطولة كأس الكونفيدرالية الإفريقية ساهم في فوز فريقه في الدور التمهيدي على كامسار الغيني 3-1 في مجموع المباراتين ثم ساهم في فوز فريقه في الدور الأول على الصفاقسي التونسي 3-1 في مجموع المباراتين ثم ساهم في فوز فريقه في دور إخراج المغلوب على كامبالا سيتي الأوغندي 4-1 في مجموع المباراتين ليتأهل إلى دور المجموعات حيث أوقته القرعة في المجموعة الرابعة واحتل في نهاية المطاف المركز الثالث خلف حسنية أكادير المغربي وإنييمبا النيجيري وبالتالي فشل في التأهل إلى الدور الربع النهائي.
في موسمه السادس 2020-2021 وفي بطولة الرابطة المحترفة الأولى ساهم في احتلال فريقه المركز الحادي عشر بفارق 6 نقاط عن منطقة الهبوط. وفي بطولة كأس الرابطة الوطنية الجزائرية خرج فريقه من مباراته الأولى عندما خسر في الدور 16 من اتحاد بسكرة بركلات الترجيح.
في موسمه السابع والأخير 2021-2022 وفي بطولة الرابطة المحترفة الأولى ساهم في حصد فريقه 21 نقطة في 8 مباريات (7 انتصارات وخسارة واحدة) محتلا المركز الثالث.
في 3 يناير 2022 انتقل بو عبطة من بارادو إلى العربي الكويتي (الدوري الممتاز) في صفقة انتقال حر. في موسمه الأول 2021-2022 وفي بطولة الدوري الممتاز ساهم في احتلال فريقه المركز الثالث بفارق 10 نقاط عن البطل الكويت. وفي بطولة كأس الأمير ساهم في وصول فريقه إلى الدور الربع النهائي حينها خسر من السالمية 1-2. وفي بطولة كأس ولي العهد ساهم في تتويج فريقه بعدما تغلب في المباراة النهائية على الكويت بركلات الترجيح ليحقق بو عبطة ثاني بطولاته مع الأندية. وفي بطولة كأس السوبر الكويتي ساهم في تتويج فريقه بعدما تغلب على الكويت بركلات الترجيح ليحقق بو عبطة ثالث بطولاته مع الأندية. وفي بطولة كأس الاتحاد الكويتي ساهم في وصول فريقه إلى المباراة النهائية حينها خسر من النصر بركلات الترجيح. وفي بطولة كأس الاتحاد الآسيوي ساهم في تصدر فريقه المجموعة الثانية متفوقا على الرفاع البحريني وظفار العماني وشباب الخليل الفلسطيني وتأهل إلى الدور النصف النهائي لمنطقة غرب آسيا حينها خسر على أرضه من السيب العماني 1-2 في الوقت الإضافي.
في موسمه الثاني والأخير 2022-2023 وفي بطولة الدوري الممتاز ساهم في احتلال فريقه المركز الثاني الوصيف بفارق 6 نقاط عن البطل الكويت. وفي بطولة كأس الأمير ساهم في وصول فريقه إلى الدور النصف النهائي حينها خسر من كاظمة بركلات الترجيح. وفي بطولة كأس ولي العهد ساهم في تتويج فريقه بعدما تغلب في المباراة النهائية على السالمية بركلات الترجيح ليحقق بو عبطة رابع بطولاته مع الأندية. وفي بطولة كأس الاتحاد الكويتي ساهم في وصول فريقه إلى الدور النصف النهائي حينها خسر من السالمية 1-3.
في 27 يوليو 2023 انتقل بو عبطة من العربي إلى الخالدية البحريني (الدوري الممتاز) في صفقة انتقال حر.

## الإنجازات
- بارادو (1)
  - الرابطة المحترفة الثانية (1): 2017/2016
- العربي (3)
  - كأس ولي العهد (2): 2022/2021 - 2023/2022
  - كأس السوبر الكويتي (1): 2021